# 669
669 (DCLXIX na numeração romana) foi um ano comum do século VII, do Calendário Juliano, da Era de Cristo, teve início a uma segunda-feira e terminou também a uma segunda-feira, sua letra dominical foi G.
| ano completo                         |
| ------------------------------------ |
| Ano comum com início à segunda-feira |

## Eventos
- Fim da revolta de Mecécio na Sicília contra o imperador Constantino IV (r. 668–685)[1][2]

## Mortes
- Mecécio[1][2]